# Langona
Langona is een geslacht van spinnen uit de familie springspinnen (Salticidae).

## Soorten
De volgende soorten zijn bij het geslacht ingedeeld:
- Langona alfensis Heciak & Prószyński, 1983
- Langona aperta (Denis, 1958)
- Langona atrata Peng & Li, 2008
- Langona avara Peckham & Peckham, 1903
- Langona bethae Wesolowska & Cumming, 2011
- Langona bhutanica Prószyński, 1978
- Langona biangula Peng, Li & Yang, 2004
- Langona bisecta Lawrence, 1927
- Langona bitumorata Próchniewicz & Heciak, 1994
- Langona bristowei Berland & Millot, 1941
- Langona fusca Wesolowska, 2011
- Langona goaensis Prószyński, 1992
- Langona hirsuta Haddad & Wesolowska, 2011
- Langona hongkong Song et al., 1997
- Langona improcera Wesolowska & Russell-Smith, 2000
- Langona kurracheensis Heciak & Prószyński, 1983
- Langona lotzi Haddad & Wesolowska, 2011
- Langona maculata Peng, Li & Yang, 2004
- Langona magna Caporiacco, 1947
- Langona maindroni (Simon, 1886)
- Langona mallezi (Denis, 1947)
- Langona manicata Simon, 1901
- Langona mediocris Wesolowska, 2000
- Langona minima Caporiacco, 1949
- Langona oreni Prószyński, 2000
- Langona pallida Prószyński, 1993
- Langona pallidula Logunov & Rakov, 1998
- Langona pecten Próchniewicz & Heciak, 1994
- Langona pilosa Wesolowska, 2006
- Langona redii (Audouin, 1826)
- Langona rufa Lessert, 1925
- Langona sabulosa Wesolowska, 2011
- Langona senegalensis Berland & Millot, 1941
- Langona simoni Heciak & Prószyński, 1983
- Langona tartarica (Charitonov, 1946)
- Langona tigrina (Simon, 1885)
- Langona tortuosa Wesolowska, 2011
- Langona trifoveolata (Lessert, 1927)
- Langona ukualuthensis Lawrence, 1927
- Langona vitiosa Wesolowska, 2006
- Langona warchalowskii Wesolowska, 2007
- Langona zimbabwensis Wesolowska & Cumming, 2011